# Madeleine Albright
Madeleine Korbel Albright, geboren als Marie Jana Korbelová (Praag, 15 mei 1937 – Washington, 23 maart 2022) was een Amerikaans politica en diplomate van de Democratische Partij. Ze was van Joods-Tsjechische afkomst. Haar vader was onder meer ambassadeur in Belgrado.

## Biografie
Tijdens de regering van president Bill Clinton in de periode 1997-2001 was ze de 64e minister van Buitenlandse Zaken. Zij was de eerste vrouw in die functie. Vanaf 2005 was opnieuw een vrouw Amerikaans minister van Buitenlandse Zaken: eerst Condoleezza Rice, en tot 2013 Hillary Clinton. Albrights kandidaatschap werd unaniem goedgekeurd door de Amerikaanse Senaat. Zij was de opvolger van Warren Christopher en werd opgevolgd door Colin Powell.
Daarvoor was ze van 1993 tot 1997 voor de Verenigde Staten ambassadeur bij de Verenigde Naties.
Madeleine was een bijnaam die zij kreeg van haar grootmoeder. Zij emigreerde naar de Verenigde Staten in 1950 en werd staatsburger in 1957. Albright sprak vloeiend Engels, Frans en Tsjechisch, en redelijk Russisch, Duits en Pools. Zij kwam uit een Joodse familie die gedurende de oorlog als bannelingen in Londen woonde. Haar Joodse grootouders van vaderszijde waren omgebracht in de Tweede Wereldoorlog. Pas tijdens haar ministerschap ontdekte Albright dat zij Joods was, nadat verschillende journalisten daar onderzoek naar hadden gedaan.
Na haar pensioen publiceerde Albright in 2003 haar memoires: Madam Secretary. Enkele jaren later schreef zij nog een boek, Read my Pins, over haar verzameling broches en hoe zij daarmee diplomatie bedreef.
In 2012 schreef Albright het boek Praagse Winter (Prague Winter) waarin ze verslag doet van de eerste twaalf jaar van haar leven. De jaren 1937-1948 omvatten zowel de invasie en bezetting door nazi-Duitsland van het toenmalige Tsjechoslowakije en het begin van de Holocaust, alsook de nederlaag van het fascisme en de opkomst van het communisme in de jaren na de oorlog.
Albright had verschillende nevenfuncties, zo was ze onder andere erevoorzitter van het World Justice Project en was ze voorzitter van de Raad van Advies van het The Hague Institute for Global Justice.
Een maand voor de midtermverkiezingen in november 2018 had Albright samen met haar opvolger Colin Powell een interview met CNN-presentator Fareed Zakaria in diens speciale 2e lustrum-uitzending van het programma GPS. Op gematigde toon spraken beide oud-top-diplomaten na bijna twee jaar kabinet-Trump I hun treurnis uit over de teloorgang van waarden en kwaliteiten, die hen – in hun tijd – trots maakten om de VS te dienen.

## Overlijden
Albright overleed op 23 maart 2022 op 84-jarige leeftijd aan de gevolgen van kanker.

## Eerbewijzen
De belangrijke verkeersweg Medllin Ollbrajt, in Pristina, de hoofdstad van Kosovo, is naar haar genoemd.